# Långt borta och nära
Långt borta och nära är en svensk dramafilm från 1976 i regi av Marianne Ahrne. För filmen fick Ahrne motta en Guldbagge för Bästa regi.
Ahrne skrev filmens manus tillsammans med Bertrand Hurault och hon stod även för klippning. Producent var Jörn Donner och fotograf Hans Welin. Huvudrollerna spelades av Lilga Kovanko, Robert Farrant och Annicka Kronberg.
Filmen spelades in mellan den 15 mars och 26 maj 1976 i Filmhuset i Stockholm. Övriga inspelningsplatser var Långbro sjukhus, Allmänna BB (båda i Stockholm) samt Gustavsvik i Värmdö. Filmen hade premiär den 8 november 1976 på biograferna Fontänen och Röda Kvarn, båda i Stockholm.
Filmen har jämförts med Miloš Formans Gökboet, som hade premiär samma år. Ingmar Bergman kallade filmen "ett mästerverk" och valde ut filmen till sin serie av filmer han visade på Göteborgs filmfestival år 2000. Långt borta och nära är en av titlarna i boken Tusen svenska klassiker (2009).

## Handling
Mania är nyanställd på ett mentalsjukhus och där möter hon en ung man som är mutist. Han får henne att inse att det är en flytande gräns mellan att vara frisk och att betraktas som sjuk.

## Rollista
- Lilga Kovanko – Mania Becker
- Robert Farrant – Arild, mutist
- Annicka Kronberg – Annicka
- Helge Skoog – doktor Jan D. Jaeger, psykiater
- Jan Erik Lindqvist – doktor Erik Stenius, överläkare
- Bodil Mårtensson – Bente Miller, Arilds f.d. fästmö
- Bengt C.W. Carlsson – Skåningen, patient
- Tom Deutgen – Ohlsson, vårdare
- Jan Nielsen – Lasse, patient
- Mimi Pollak – spågumma, patient
- Owe Stefansson – cigarrettkille, patient
- Rolf Skoglund – skådespelaren som spelar Hamlet
- Cecilia Samson – sjuksköterska
- Birgitta Stahre – Lenas mamma
- Marianne Stjernqvist – pusslande kvinna
- Maria Sundqvist – Lena, patient
- Dora Söderberg – spågummans sällskap, patient
- Chris Wahlström – spågummans sällskap, patient
- Anders Åberg – ung snickare
- Emelie Lagergren – fru Berg, patient som försöker begå självmord
- Åke Lagergren – pusslande man
- Inga Landgré – sommargäst
- Dan Lindhe – Anders, vårdare
- Tomas Norström – Gregor, patient
- Brigitte Ornstein	– äldre sjuksköterska
- Rico Rönnbäck – Rio, patient
- Rolf Adolfsson – skådespelaren som spelar Guildenstern
- Carl-Olof Alm – lodis
- Marianne Aminoff – gumma i bil
- Brita Billsten – kvinna som får elchocker
- Iwa Boman	– Lotta, vårdare
- Percy Brandt – Snytingen, patient
- Martha Colliander – gumma i trappan
- Lukas Ekström – psykopat
- Lauritz Falk – Mutistens far
- Ulf Gran – Lenas pappa
- Jösta Hagelbäck – Rolf, vårdare
- Rune Hallberg – Bengt, vårdare
- Inger Hayman – Stenius sköterska
- Barbro Hedström – Eva, vårdare
- Mona-Lis Hässelbäck – kvinna som knycker piller och telefonerar
- Olle Hilding – gestikulerande man i park
- Stig Johanson – gubbe med ångest
- Håkan Jonson – kille liknande mutisten
- Göran Järvefelt – skådespelaren som spelar Rosencrantz
- Sissi Kaiser – operationsskösterska
- Anders Ahlbom – Palle
- Hans Mosesson – Arilds röst
- Tomas Pontén – Polonius röst

### Fotnoter
1. 1 2 3  ”Långt borta och nära”. Svensk Filmdatabas. http://sfi.se/sv/svensk-filmdatabas/Item/?itemid=4984&type=MOVIE&iv=Basic&ref=/templates/SwedishFilmSearchResult.aspx?id%3d1225%26epslanguage%3dsv%26searchword%3dL%C3%A5ngt+borta+och+n%C3%A4ra%26type%3dMovieTitle%26match%3dBegin%26page%3d1%26prom%3dFalse. Läst 3 februari 2013.
2. 1 2  Gradvall et al 2009, nr. 462